# Petr Valdes
Petr Valdes (psaný i Waldo, Valdo, Waldes, Vaudès nebo de Vaux, křestní jméno také Pierre nebo Petrus; kolem 1140 – kolem 1205) byl francouzský laický kazatel a vůdce křesťanského hnutí valdenských.

## Vztah k valdenským
Někteří autoři považují Valdese za zakladatele valdenských, nicméně Eberhard z Béthune citoval důkazy o tom, že jméno valdenských objevil v dokumentech z roku 1170, více než 10 let před hlavní Valdesovou aktivitou. Bernard, opat z Foncaldu, psal o kacířích, kteří byli známí jako Valdensis a byli odsouzeni během pontifikátu papeže Lucia II. v roce 1144, několik desetiletí před Petrem Valdesem. To dokládá, že název valdenští byl používán pro jisté náboženské skupiny před Petrem Valdesem.

## Život a dílo
O Valdesově životě není známo mnoho. Prameny říkají, že byl bohatý krejčí a obchodník z Lyonu a měl určité vzdělání. Někdy krátce před rokem 1160 byl ovlivněn řadou událostí. Za prvé jím pohnulo kázání o životě sv. Alexije z Edessy, za druhé odmítl víru v transsubstanciaci, i když to bylo považováno za hrdelní zločin, a za třetí zažil náhlé a nečekané úmrtí přítele během večeře. Od toho okamžiku začal žít radikální křesťanský život. Část majetku odevzdal manželce a zbytek rozdal jako almužny chudým.
Přibližně v té době Valdes začal kázat a učit veřejně na základě svých představ o jednoduchosti a chudobě, zejména, že "žádný člověk nemůže sloužit dvěma pánům, Bohu a Mamonu." Valdes odsuzoval to, co považoval za excesy papežství a katolického dogmatu, včetně nauk o očistci a transsubstanciaci. Říkal, že tyto nauky jsou "nevěstka" z knihy Zjevení. Roku 1170 už Valdes měl velký počet následovníků, označovaných jako Chudí z Lyonu, Chudí z Lombardie, nebo Chudí boží. Evangelizovali v duchu své nauky, když cestovali jako trhovci. Často byli označováni jako valdenští a odlišovali se od albigenských nebo katarů.
Valdenské hnutí bylo od počátku charakteristické laickým kázáním, dobrovolnou chudobou a přísným dodržování nauky bible. Mezi roky 1175-1185 Valdes buď pověřil kněze z Lyonu aby přeložil Nový zákon do lidového jazyka arpitánštiny (franko-provensálštiny), nebo byl sám do této překladatelské práce zapojen. Bez ohledu na autora překladu tak vytvořil první překlad bible v soudobém západoevropském jazyce po latině.
V roce 1179 Valdes a jeden z jeho učedníků odešel do Říma, kde byli přijati papežem Alexandrem III. a římskou kurií. Měli vysvětlit svou víru před komisí tří duchovních, včetně otázek, které byly tehdy debatovány v rámci církve, jako všeobecné kněžství, evangelium v místním jazyce a otázky dobrovolné chudoby. Jednání nedospělo k jasným závěrům. Valdesovy myšlenky, ale ne hnutí samo o sobě, byly odsouzeny na třetím lateránském koncilu ve stejném roce. Představitelé valdenského hnutí však ještě nebyli vyloučeni z církve.
V roce 1180 Valdes sepsal vyznání víry, které se dochovalo.
Valdes a jeho následovníci byli vyhnáni z Lyonu a usadili se v hlubokých údolích Piemontu a ve Francii v pohoří Luberon. Pokračovali tam ve snaze o křesťanství na základě Nového zákona. Nakonec Valdese exkomunikoval papež Lucius III. během synodu konaného ve Veroně roku 1184. Nauka Chudých z Lyonu byla znovu odsouzena čtvrtým lateránským koncilem v roce 1215, který hnutí poprvé uvedl jménem a prohlásil jeho zásady za kacířské. V obavách z represí ze strany církve Valdesovi stoupenci uprchli do hornaté oblasti severní Itálie.